# Херцог, Курт
Курт Херцог (нем. Kurt Herzog; 27 марта 1889 — 8 мая 1948) — немецкий офицер, участник Первой и Второй мировых войн, генерал артиллерии, кавалер Рыцарского креста с Дубовыми листьями. Военный преступник, ответственный за геноцид советского населения. .

## Начало военной карьеры
В марте 1907 года поступил на военную службу, фанен-юнкером (кандидат в офицеры), в артиллерийский полк. С августа 1908 — лейтенант.

## Первая мировая война
Командовал батареей. С сентября 1914 — старший лейтенант, с октября 1916 — капитан, командовал артиллерийским батальоном. За время войны награждён Железными крестами обеих степеней и ещё четырьмя орденами.

## Между мировыми войнами
Продолжил службу в рейхсвере. К началу Второй мировой войны — начальник артиллерии 1-го военного округа, генерал-майор (с марта 1939).

## Вторая мировая война
В сентябре-октябре 1939 года — участвовал в Польской кампании. Награждён планками к Железным крестам обеих степеней (повторное награждение).
С февраля 1940 года — командир 291-й пехотной дивизии.
В мае-июне 1940 года — участвовал во Французской кампании. С февраля 1941 — генерал-лейтенант.
С 22 июня 1941 года — участвовал в Великой Отечественной войне. Бои в Прибалтике, затем под Ленинградом. В октябре 1941 — награждён Рыцарским крестом.
С июля 1942 года — командующий 38-м армейским корпусом (в районе Волхова), произведён в звание генерал артиллерии.
В 2020 г. признан виновным в массовом убийстве советских граждан в 1942 году. Тогда немецкое командование во главе с Куртом Херцогом сформировало «тайлькоманду» полиции безопасности и СД. В неё входили более 20 человек, а возглавляли — лица из числа офицерского состава немецкого и австрийского происхождения. В качестве исполнителей в неё также вошли выходцы из Латвийской ССР. В 1942 и 1943 годах в деревне Жестяная Горка участники «тайлькоманды» расстреливали и наносили несовместимые с жизнью телесные повреждения мирным гражданам, а также военнопленным Красной Армии.
Также они арестовывали советских граждан, в ходе которых применяли пытки и истязания, а после — убивали их за пределами деревни, сбрасывая тела в ямы. В этот период членами группы убито не менее 2 600 человек.
Непосредственные исполнители к уголовной ответственности не привлекались, их преступным действиям процессуальная оценка не давалась.
В 1943 году — бои в районе озера Ильмень.
В 1944 году — отступление в Латвию. С осени 1944 года — в Курляндском котле.
В январе 1945 года — награждён Дубовыми листьями к Рыцарскому кресту.

## После войны: суд и смерть
После капитуляции Германии 8 мая 1945 года — взят в плен советскими войсками. 18 декабря 1947 года был осужден в рамках Новгородского процесса к 25 годам каторжных работ. В ходе суда был единственным из 19 подсудимых, который не признал вину ни по одному пункту обвинения. Умер в лагере под Воркутой 8 мая 1948 года.

## Награды
- Железный крест (1914) 2-го и 1-го класса (Королевство Пруссия)
- Военный орден Святого Генриха рыцарский крест (17 марта 1916) (Королевство Саксония)
- Орден Альбрехта рыцарский крест 1-го класса с мечами и короной (Королевство Саксония)
- Ганзейский крест Гамбурга
- Крест Фридриха (Герцогство Ангальт)
- Крест «За военные заслуги» 3-го класса с воинским отличием (Австро-Венгрия)
- Почётный крест Первой мировой войны 1914/1918 с мечами (1934)
- Пряжка к Железному кресту (1939) 2-го класса (10 сентября 1939)
- Пряжка к Железному кресту (1939) 1-го класса (29 сентября 1939)
- Рыцарский крест Железного креста с дубовыми листьями
  - рыцарский крест (№ 596) (18 октября 1941)
  - дубовые листья (№ 694) (12 января 1945)